# 古沢滋

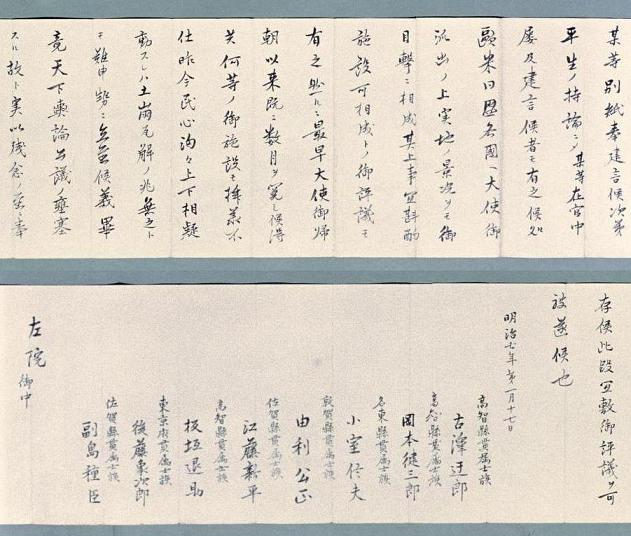
民撰議院設立建白書序文（筆頭に古沢の署名がある）

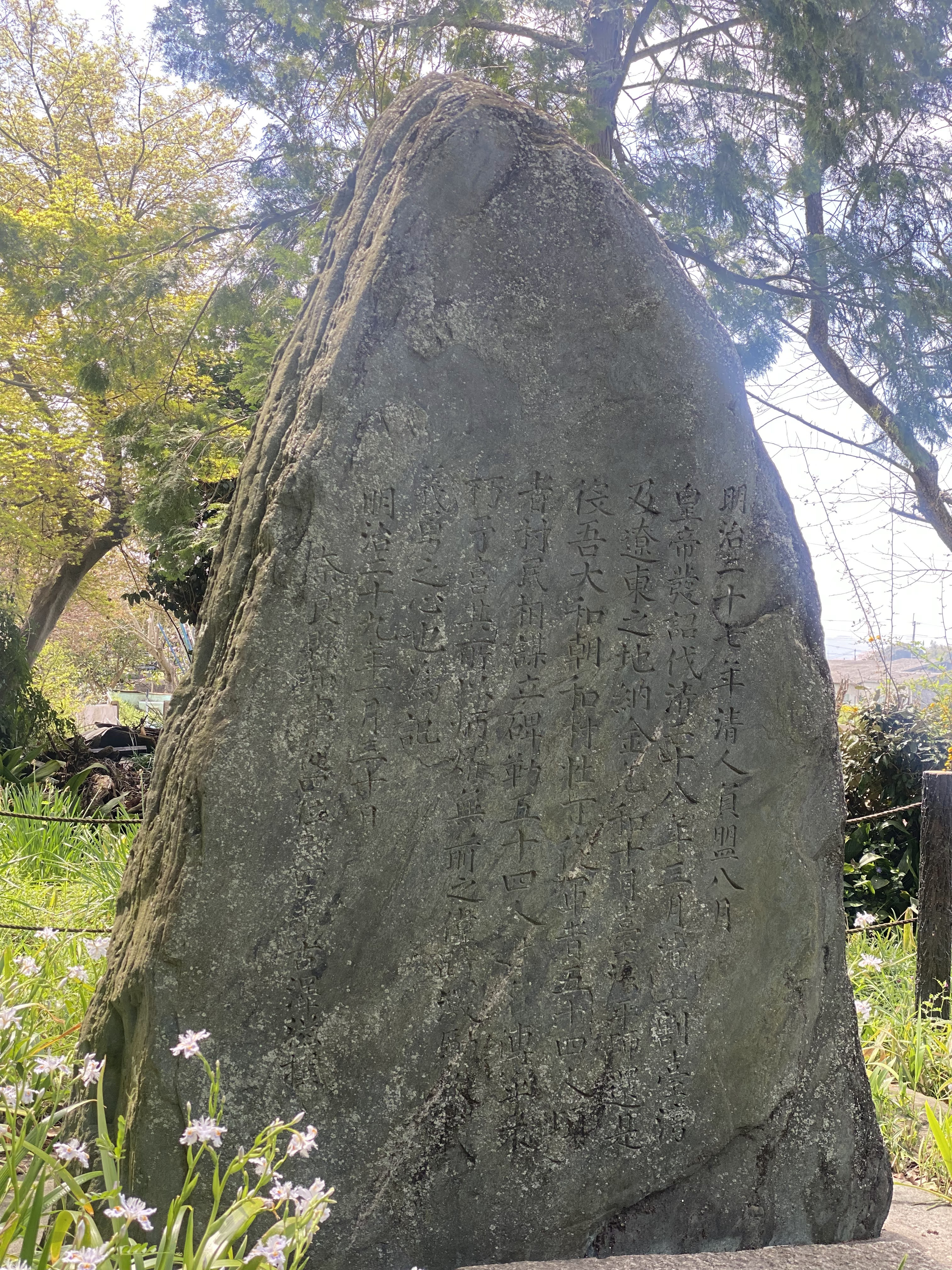
古沢滋の撰文による日清戦役戦捷紀念碑（大和神社）

古沢 滋（ふるさわ しげる、1847年12月18日（弘化4年11月11日）- 1911年（明治44年）12月24日）は、幕末の土佐藩士・土佐勤王党員、民撰議院設立建白書の起草者。明治期の官僚、政治家。自由民権運動家、県知事、貴族院議員、錦鶏間祗候。『自由新聞』主筆。前名・古沢迂郎（うろう）、号・介堂。従三位勲二等。

## 来歴
土佐藩家老深尾家家臣・古沢南洋の二男として生まれる。父や実兄・井原昂とともに土佐勤王党に加入し、上洛して尊王攘夷運動に加わるが、帰郷時に投獄された。
明治維新後の明治2年（1869年）、石巻県に出仕。明治3年2月（1870年3月）、大蔵省に転じ十等出仕となる。同年7月、イギリスへ留学のため派遣され政治経済学を学ぶ。1873年12月に帰国。1874年、板垣退助の依頼で民撰議院設立建白書の起草に携わり、自由民権運動に加わる。
1875年8月、元老院権大書記官に就任。以後、二等法制官、法制局権大書記官、地方官会議御用掛などを務め、1880年4月に退官した。その後、『大阪日報』社長となり、1882年に『日本立憲政党新聞』主幹、さらに『自由新聞』主筆を務めた。
1886年2月、外務書記官となる。以後、外務省総務局報告課長、内務省参事官、農商務書記官、同参事官、逓信省郵務局長、兼郵便為替貯金局長、兼東京郵便電信学校長、鉄道会議議員などを歴任。

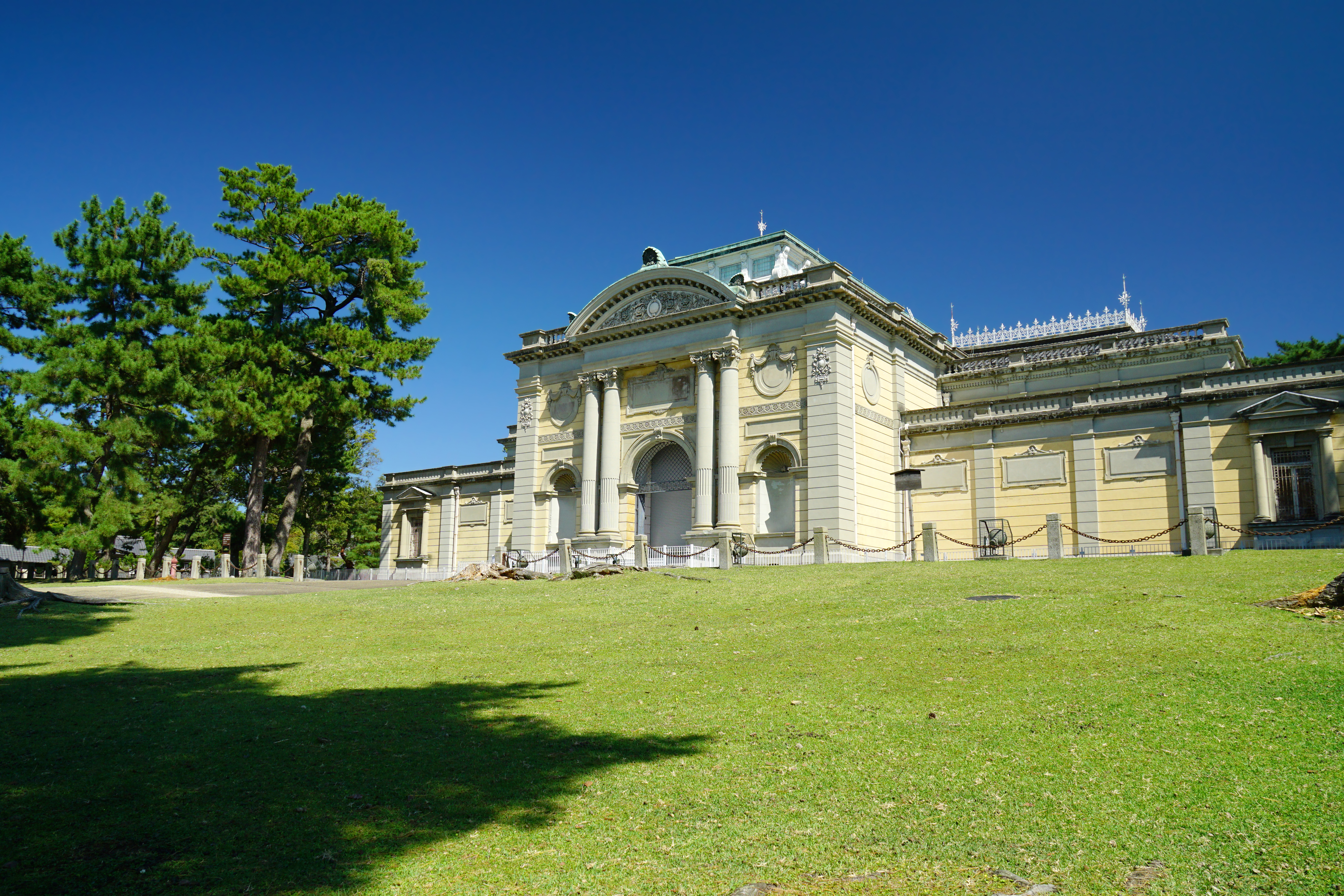
奈良国立博物館

1894年1月、奈良県知事に就任。県庁舎の新築を実現した。その他、帝国奈良博物館評議員、兼同博物館長を務めた。1896年12月、石川県知事へ転任。1898年7月、同県知事を退任。1899年1月、山口県知事となる。産業振興のため、道路改修と教育の充実を推進した。1902年2月に山口県知事を休職となる。
1904年8月22日、貴族院勅選議員に任じられ、死去するまで在任。1904年9月17日、錦鶏間祗候を仰せ付けられた。その他、教科用図書調査委員会委員、維新史料編纂会委員などを務めた。

## 栄典・授章・授賞
位階
- 1890年（明治23年）12月8日 - 従四位[3]
- 1897年（明治30年）10月30日 - 正四位[4]
- 1905年（明治38年）5月1日 - 従三位[5]
- 1911年（明治44年）12月23日 - 正三位[6]

勲章等
- 1893年（明治26年）6月29日 - 勲四等瑞宝章[7]
- 1898年（明治31年）6月28日 - 勲三等瑞宝章[8]
- 1911年（明治44年）12月23日 - 勲二等瑞宝章[6]

## 石碑
奈良県知事として在任中の1896年1月30日、奈良県の大和神社に『日清戦役戦捷紀念碑』を建立した。朝和村の村民の求めに応じて撰文したもので、全文が簡潔な漢文で記されている。
1945年の大東亜戦争終戦後、GHQによる神道指令により忠魂碑、戦勝記念碑等の撤去・破壊が命ぜられたが、歴史的に貴重な石碑であるため破壊するに忍びず、横倒しにして土を被せ隠された。現在は元通りに修復され案内板も整備されている。

## 著作
著書
- 『近時宇内大勢一斑 第1-3編』宕西書院、1906年
- 『介堂存稿』山下巍八郎、1933年

訳書
- ヘンリー・ジョフラ『経済要説』大蔵省、1877年

## 親族
- 父：古沢南洋（土佐藩家老深尾家の家臣）
  - 兄：井原昻（島根県知事）
    - 甥（兄の次男）：田中遜（衆議院議員）- 田中光顕伯爵の養子となる
      - 甥の子：田中光常 - フリーカメラマン

  - 本人：古沢滋
    - 娘：田寺尚子
    - 娘婿：田寺俊信（内務官僚）[10]